# Indus
|  | Per a altres significats, vegeu «Indus (desambiguació)». |

El riu Indus i els seus afluents

L'Indus (en hindi सिन्‍धु नदी, Sindhu nadi, conegut com a Sindhu en sànscrit; Indos en grec i Indus en llatí) és el principal riu del Pakistan, encara que neix a la Xina i travessa una part de territori de l'Índia. Abans de la divisió del subcontinent indi en els moderns estats de l'Índia i el Pakistan el 1947, l'Indus era el segon riu més important a la regió, després del Ganges, tant en termes culturals com comercials. A més, el nom de l'Índia deriva del d'aquest riu. A la seva vall hi aparegueren algunes de les civilitzacions urbanes més antigues del planeta.
Naix al Tibet, a una altura de 5.500 metres sobre el nivell del mar, continua cap al nord-oest per les valls de l'Himàlaia, travessa el Caixmir i tomba cap al sud passant per tot el Pakistan. Després de passar per la ciutat de Hyderabad, desemboca a un delta al sud-est de Karachi, que va ser la primera capital del Pakistan.
És el riu més llarg del Pakistan i el vint-i-unè riu més gran del món en termes de flux anual. És sovint considerat la línia de vida del Pakistan per la gent d'aquell país. Els europeus utilitzaven el nom "Índia" per al subcontinent indi sencer basat en Indos, el nom grec d'aquest riu. La llargada total és de 3.180 quilòmetres. Té una àrea de drenatge total de més d'1.165.000 km². El flux anual aproximat és del voltant de 207 km³. Comença a les parts més altes del món amb glaceres i alimenta l'ecosistema de boscos temperats, planes i camp àrid. Al costat dels rius Chenab, Ravi, Sutlej, Jhelum, Beas i l'extingit Sarasvati, l'Indus forma part del Sapta Sindhu (set rius), delta a la província Sind del Pakistan.
L'Indus proporciona l'aigua clau per a l'economia del Pakistan, especialment a les províncies de Panjab i Sind. La paraula Panjab és una combinació de les paraules perses Panj (پنج) que significa cinc, i āb (آب) que significa aigua, donant el significat literal de la Terra dels cinc rius. Aquests cinc rius són el Jhelum, Chenab, Ravi, Beas i el Sutlej. El riu també dona suport a moltes indústries pesants i proporciona el subministrament principal d'aigua potable al Pakistan.
L'origen de l'Indus és al Tibet; comença al conflent dels rius de Sengge i Gar que drenen el Nganglong Kangri i les serralades Gangdise Shan. L'Indus llavors transcorre cap al nord-oest a través de Ladakh i Baltistan a Gilgit, just cap al sud de la serralada Karakoram. El riu Shyok, Shigar i Gilgit transmeten aigües glacials al riu principal. Gradualment gira al sud, sortint dels turons entre Peshawar i Rāwalpindi. L'Indus passa per gorges gegantins de 4.500-5.200 metres prop del massís Nanga Parbat. Flueix ràpidament a través d'Hazarajat fins a la presa de Tarbela. El riu Kabul s'hi uneix a prop d'Attock. La resta de la seva ruta al mar és en planes del Panjab i el Sind on flueix lentament. S'uneix al riu Panjnad a Mithankot. Més enllà d'aquesta confluència, el riu, antigament, era anomenat Satnad (Sat = set, nadi = rius), ja que el riu portava des d'aquest punt les aigües del riu de Kabul, el riu Indus i els cinc rius de Punjab. Passant per Jamshoro, acaba en un gran delta a l'est de Thatta.

## Història
Antigament els perses i altres pobles de llengua irànica anomenaven Sindhu a aquest riu, estenent aquest nom als habitants de tot el subcontinent Indi, amb el nom de Sindhustán (país [del] Sindhu).
A la vall d'aquest riu es va desenvolupar entre 2300 i 1750 aC la cultura de la vall de l'Indus, una cultura que aparentment no va conèixer la cultura dels aris, i de la qual s'han descobert les ruïnes de dues ciutats: Mohenjo-Daro i Harappa.
Els primers europeus que van conèixer aquest riu van ser els greco-macedònics Alexandre Magne que a l'Indus pràcticament van trobar el límit oriental del seu imperi. Els autors grecs van començar a esmentar la paraula Índia en referència a tot el subcontinent Indi, després els autors llatins parlarien d'una "Índia Cisgangetica" i una "Índia Transgangetica".
- Alexandre feu construir un pont sobre el riu Indus.

| «                                          | Quan Alexandre arribà al riu Indus, va trobar el pont completament acabat per Hefestió i dos vaixells grans, de trenta rems. A més de molts vaixells més petits. Rebé els presents de Taxiles, l'indi, dos-cents talents de plata, tres mil bous, més de deu mil ovelles i trenta elefants. Set-cents genets a cavall indis es posaren al servei d'Alexandre, per ordre del seu príncep, que també li va oferir la seva capital rendida, la ciutat més gran i més poblada entre els rius Indus i Hydaspes. | » |
| — Anàbasi d'Alexandre. Arrià de Nicomèdia. | |   |

El riu Indus és considerat pels hinduistes un dels set rius sagrats de l'Índia.
El nom Indus deriva del nom sànscrit del riu, que era i és Sindhu. En antic persa era Hendu, en hebreu Hoddu. Els grecs ometeren la h i van convertir Hendu en Indu, però algunes narracions (com el Periplus Maris Erythraei) fan esment al seu antic nom "Sindus".

### Fets moderns

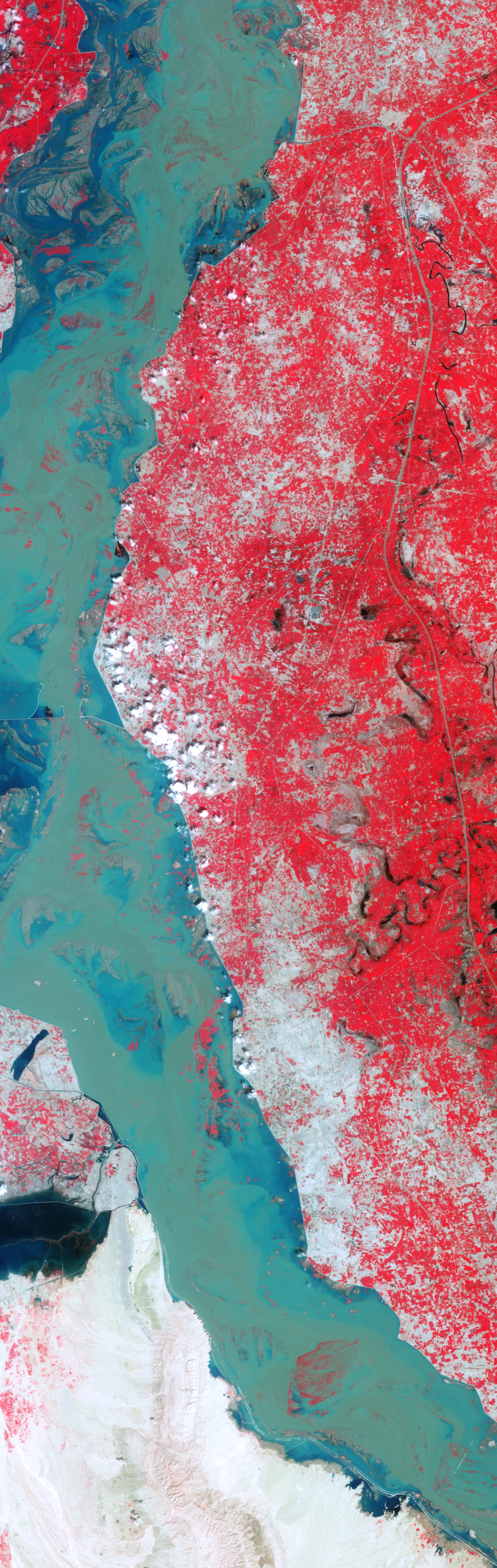
Imatge amb el color ressaltat de la inundació al llarg del riu.

L'Indus és un recurs estratègic i vital per a l'economia i la societat del Pakistan. Després de la independència de l'Índia i el Pakistan el 1947, l'ús de les aigües de l'Indus i els seus cinc afluents de l'est es va convertir en una gran disputa entre l'Índia i el Pakistan. Els canals de reg de la vall de Sutlej i el Bari Doab es van dividir -amb els canals trobant-se principalment al Pakistan i els embassament a l'Índia, interrompent el subministrament en algunes parts del Pakistan. La preocupació per les construccions a l'Índia de grans preses en diversos rius de la regió del Panjab, que podrien soscavar el subministrament que flueix al Pakistan, i també la possibilitat que l'Índia podria desviar els rius en èpoques de guerra, va causar consternació política al Pakistan. Mantenint converses diplomàtiques impulsades pel Banc Mundial, l'Índia i el Pakistan van signar el Tractat de les Aigües de l'Indus el 1960. El tractat va donar a l'Índia el control dels tres rius més orientals del Punjab, el Sutlej, el Beas i Ravi, mentre que el Pakistan va obtenir el control dels tres rius de l'oest, el Jhelum, el Chenab i l'Indus. L'Índia conserva el dret d'ús dels rius occidentals per a projectes que no siguin de reg.
La peregrinació hinduista als llocs sagrats a la vora del riu ha estat una altra font de conflictes entre les dues nacions. El Pakistan i l'Índia en general no permeten als ciutadans de l'altre país passar les fronteres per fer peregrinacions religioses, a excepció dels sikh que viatgen al Pakistan per a la seva peregrinació anual.
Hi ha la preocupació que la desforestació extensiva, la contaminació industrial i l'escalfament global estan afectant a la vegetació i la fauna del delta de l'Indus, a la vegada que afecten la producció agrícola. També hi ha preocupació que el riu Indus pot estar canviant el seu curs cap a l'oest - tot i que la progressió pot necessitar segles. En nombroses ocasions, l'obstrucció de sediments a causa de la mala conservació dels canals ha afectat la producció agrícola i la vegetació. A més, la calor extrema ha causat que l'aigua s'evapori, deixant dipòsits de sal que inutilitzen les terres per al cultiu.
Recentment, els polítics del Pakistan, i fins i tot grups jihadistes, han al·legat que l'Índia està construint embassaments al riu, violant el Tractat de les Aigües de l'Indus, reduint el flux d'aigua al Pakistan. Això provoca un augment de la tensió entre ambdós països enfrontats.

## Geografia
La longitud total de riu oscil·la entre els 2.900 i els 3.180 quilòmetres. El cabal mitjà és de 6.700 m³/s i l'àrea total ocupada per la seua conca és d'1.081.700 km². A la seua desembocadura a la mar d'Oman, l'Indus forma un extens i fèrtil delta, amb una superfície de 7.770 km² que s'estén a través de 200 km de costa.
El delta de l'Indus és considerat una de les regions ecològiques més importants del planeta. En aquest riu es troba una espècie única de dofí, el dofí de l'Indus (Platanista gangetica minor), molt semblant a l'espècie de dofí que habita al Ganges. Segons un cens elaborat el 2001, hi havia un total de 1.100 exemplars vius d'aquest animal.

### Principals afluents
Els principals afluents del riu Indus, en direcció de l'aigua, són els següents:

## Geologia

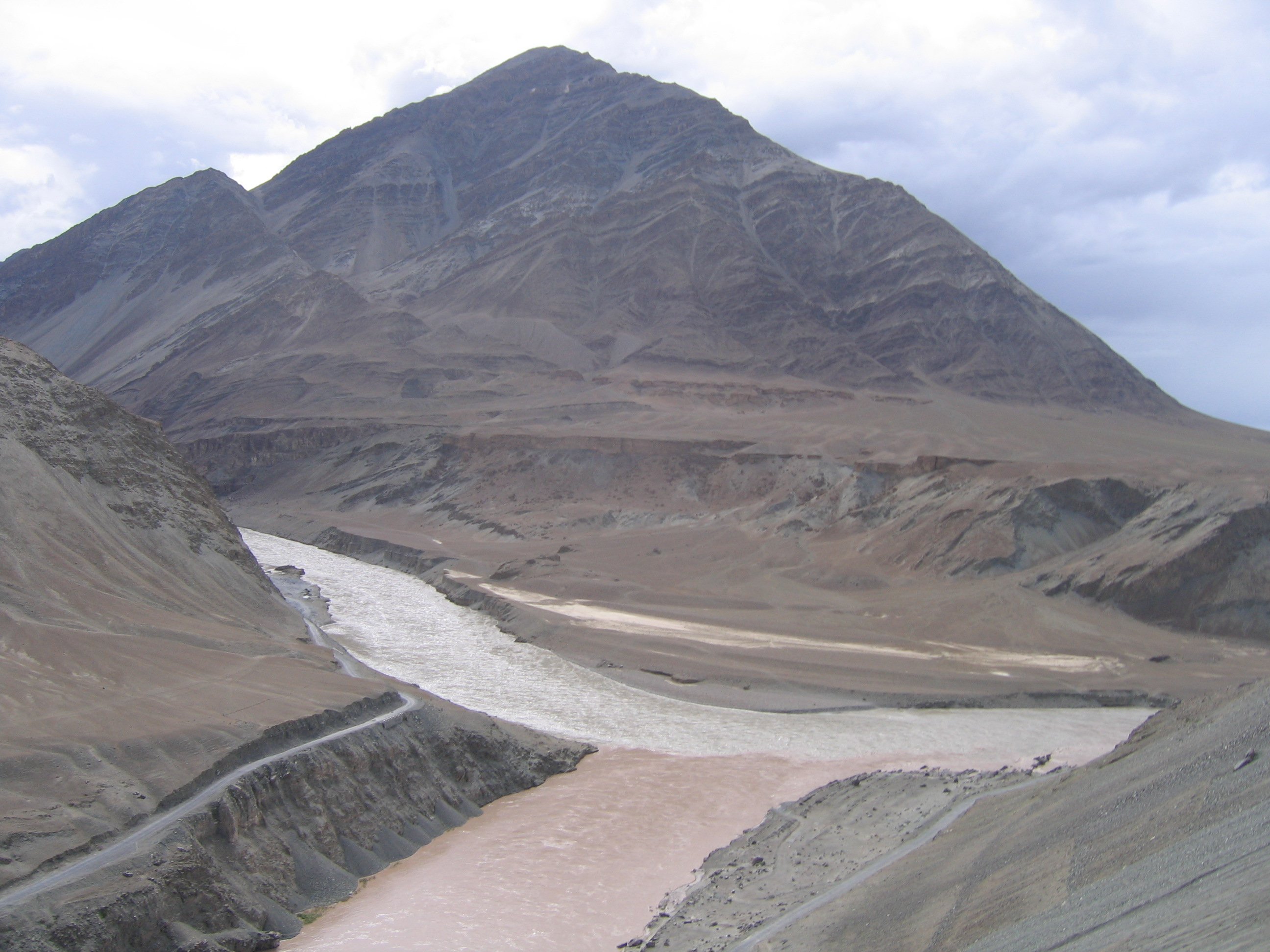
Confluència del riu Indus i el riu Zanskar. L'Indus és el riu més baix de la fotografia.

El riu Indus alimenta els corrents submarins de l'Índic, que és el segon corrent de sediments més important de la Terra amb al voltant de 5 milions de quilòmetres cúbics de material erosionat de les muntanyes. Els estudis dels sediments en els riu moderns indiquen que les muntanyes del Karakoram al nord del Pakistan són les principals contribuïdores quant a la quantitat més important de material, amb l'Himàlaia com a segona aportació més important darrere el Karakoram, sobretot a través dels grans rius del Punjab (és a dir, el Jhelum, Ravi, el Chenab, el Beas i el Sutlej). L'anàlisi dels sediments del mar d'Aràbia ha demostrat que fa uns cinc milions d'anys l'Indus no estava vinculat amb aquesta regió dels rius del Panjab que fluïen cap a l'est direcció al Ganges on acabaven.
Treballs anteriors van mostrar que la sorra i el llot de l'oest del Tibet arribava al mar d'Aràbia fa 45 milions d'anys enrere, fet que implica l'existència d'un antic riu Indus en aquell moment. El delta d'aquest riu proto-Indus posteriorment s'ha trobat a la conca del Katawaz, a la frontera entre l'Afganistan i el Pakistan. L'Indus, d'acord amb l'antiga Rigveda, és el Saraswati, que fluïa de l'Himàlaia a través del Pakistan cap al mar d'Aràbia.
A la regió del Nanga Parbat, les quantitats massives d'erosió provocades pel riu Indus, després de la captura i el desviament a través d'aquesta àrea es pensa que porta roques mitjanes i baixes de l'escorça de la superfície.

## Vida salvatge

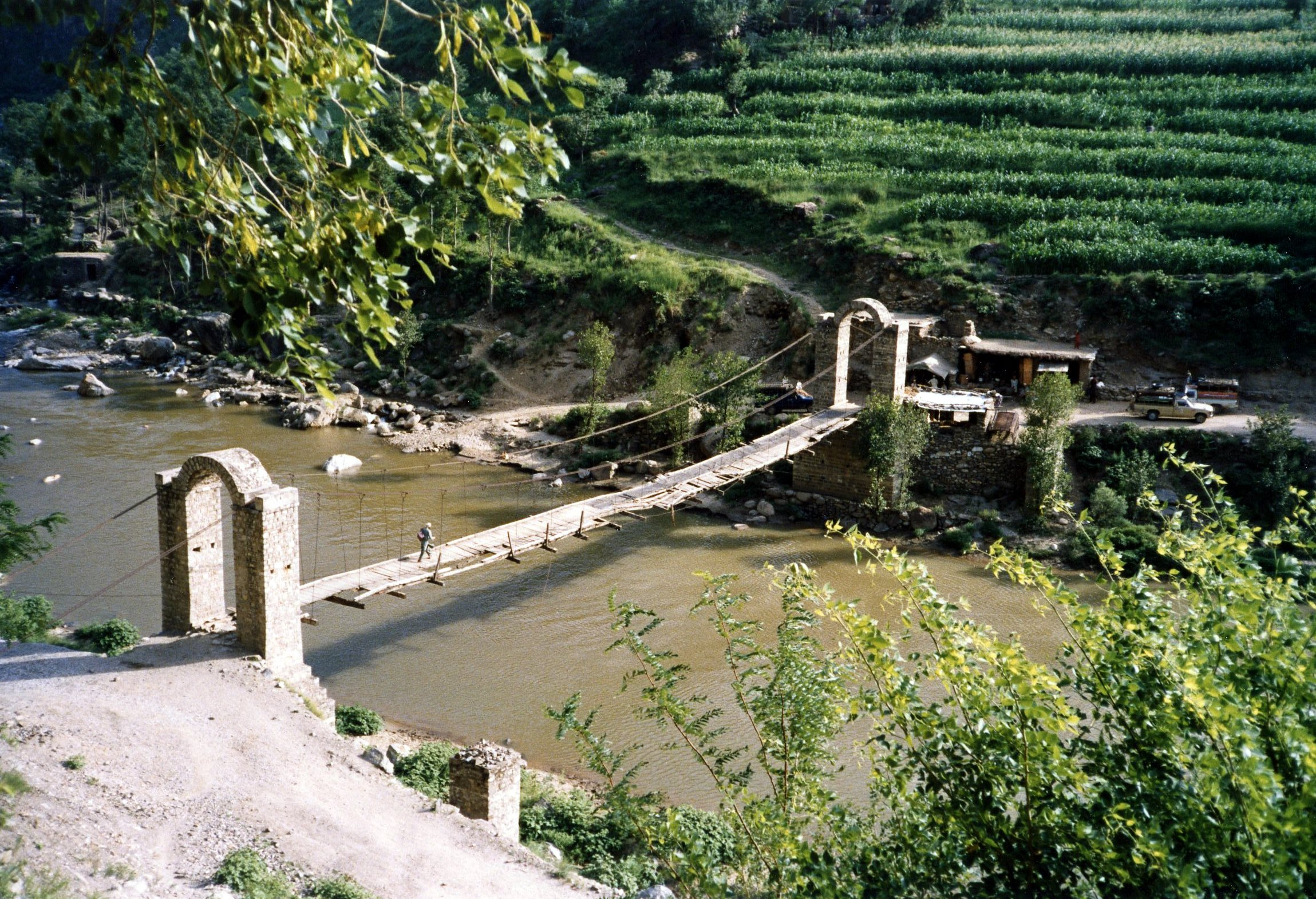
Pont sobre el riu Indus al Pakistan

Notes sobre la vall del riu Indus, des dels temps de la campanya d'Alexandre el Gran, indiquen que un saludable bosc cobria la regió, i aquest ha retrocedit de forma considerable avui dia. L'emperador mogol Babur va descriure a les seves memòries (el Baburnama) que es podien trobar rinoceronts al llarg de les ribes del riu. Una important desforestació i la interferència humana en l'ecologia de la serralada de Shivalik ha donat lloc a un marcat deteriorament en la vegetació i de les seves condicions de creixement. Les regions de la vall de l'Indus són àrides i amb escassa vegetació. L'agricultura que s'hi desenvolupa es manté en gran part gràcies a les obres de reg.
Els dofins cecs del riu Indus és una sub-espècie de dofins que únicament es troba en aquest riu indi, que anteriorment també es podia trobar en els altres rius tributaris del riu Indus. El peix palla (Hilsa) és altra espècie que es pot trobar al riu, i és considerat com una delícia per les persones que viuen al llarg del riu. La població de peixos que habiten el riu és moderadament alta, amb Sukkur, Thatta i Kotri com els principals centres de pesca - tots en el curs inferior de Sindh. Però els diversos embassaments i una irrigació intensiva han fet de la piscicultura una activitat econòmica important. Situat al sud-est de Karachi, el gran delta ha estat reconegut pels conservacionistes com una de les regions mundials més importants a nivell ecològic. Aquí el riu es converteix en pantans i rierols, i es troba amb el mar en els nivells superficials. Aquí els peixos marins s'hi troben en abundància, incloent-hi bràmids i gambes.

## Economia
L'Indus és la font d'aigua principal de les regions del Punjab i les planes de Sindh -que constitueix la columna vertebral de l'agricultura i la producció d'aliments al Pakistan. El riu és especialment crític, ja que la pluja és escassa a la part baixa de la vall de l'Indus. Els canals de reg van ser construïts per primera vegada pels pobles de les civilitzacions de la vall de l'Indus, i més tard pels enginyers de l'Imperi Kushan i l'Imperi mogol. La irrigació moderna va ser introduïda per la Companyia Britànica de les Índies Orientals (en anglès, la British East India Company) el 1850 - la construcció de canals moderns acompanyats amb per una restauració dels vells canals. Els britànics van supervisar la construcció d'una de les xarxes de reg més complexes del món. La presa Guddu té 1.350 metres de llarg - regant Sukkur, Jacobabad, Larkana i Kalat. La presa de Sukkur serveix a més de 20.000 quilòmetres quadrats (5.000.000 hectàrees).
Després de la independència del Pakistan, un tractat de control de l'aigua signat entre l'Índia i el mateix Pakistan el 1960, va garantir que el Pakistan rebria l'aigua del riu Indus i els seus dos afluents occidentals, el riu Jhelum el riu Chenab independents del control aigües amunt per part de l'Índia. El projecte de la Conca de l'Indus consistia principalment en la construcció de dues preses principals, la de Manglano construïda al riu Jhelum, i la presa Tarbela construïda sobre el riu Indus, juntament amb les preses subsidiàries.
L'Autoritat per Desenvolupament de l'Aigua i l'Energia del Pakistan va emprendre la construcció del canal d'enllaç de Chashma-Jhelum - que uneix les aigües dels rius Indus i el Jhelum - ampliant els subministraments d'aigua a les regions de Bahawalpur i Multen. Pakistan va construir la presa Tarbela prop de Rāwalpindi - de 2.743 metres de llarg i 143 metres d'alt, amb uns 80 quilòmetres de dipòsit de llarg. la presa de Kotri prop de Hyderabad té 915 metres de llarg i ofereix subministraments addicionals a Karachi. La presa de Taunsa prop de Dera Ghazi Khan produeix 100.000 quilowatts d'electricitat. L'àmplia vinculació dels afluents amb l'Indus ha ajudat a difondre els recursos d'aigua a la vall del Peshawar, al Khyber Pakhtunkhwa. Els projectes de reg i preses constitueixen la base per a la producció a gran escala del Pakistan en cultius com el cotó, la canya de sucre i blat. Les preses també generen electricitat per a la indústria pesant i els centres urbans.

## Etnografia

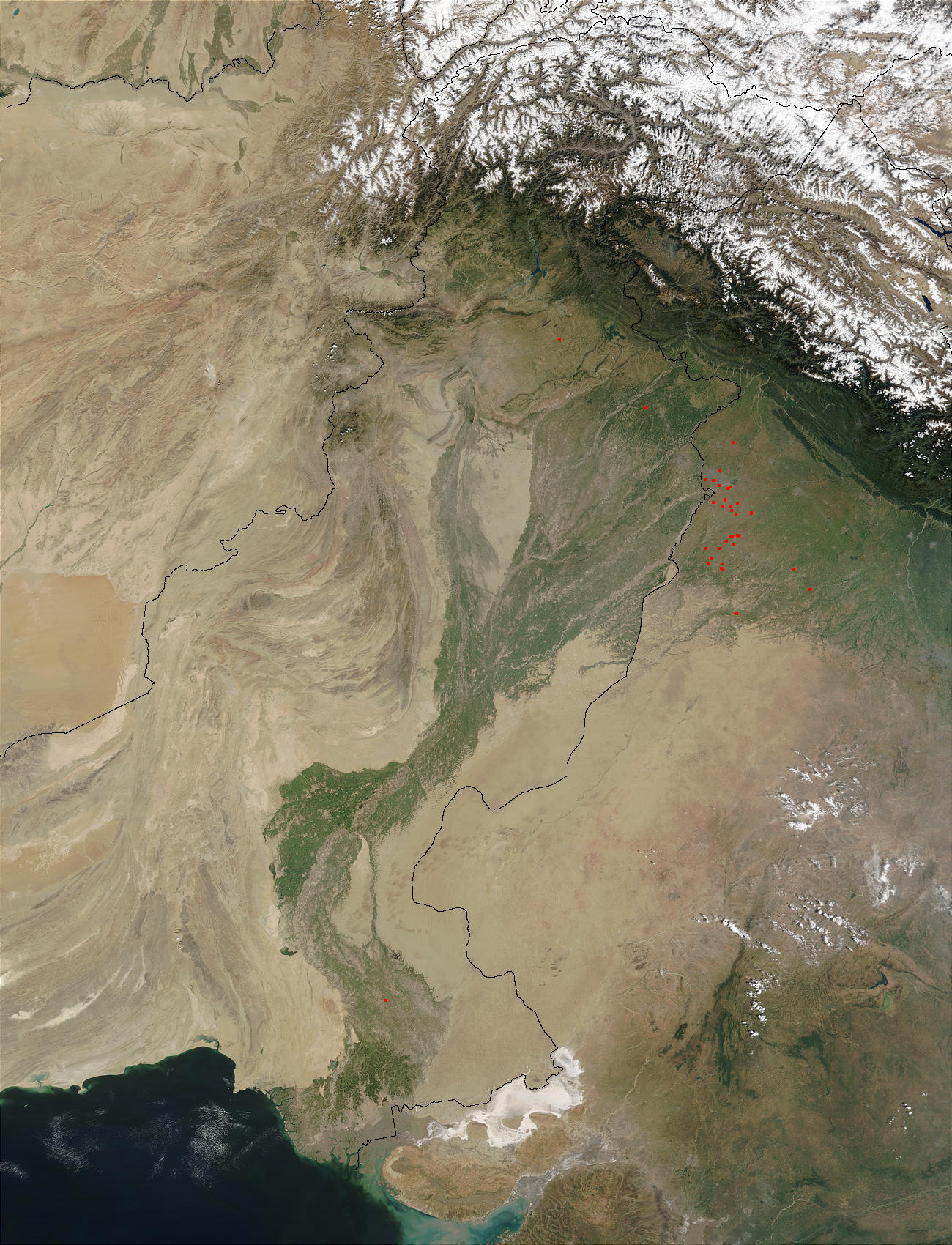
Imatge de satèl·lit de la conca del riu Indus

Els habitants de les regions per on passa el riu Indus i constitueix una característica important dels recursos naturals i són diversos en l'origen ètnic, religiós, nacionals i lingüístics. Al llarg del curs nord del riu a la província de Jammu i Caixmir viuen la gent budista de Ladakh, de valors tibetans, i els Dards indoaris o dàrics que practiquen el budisme i l'islam. Després es descendeix al Baltistan, al nord del Pakistan passant la principal ciutat de Balti, Skardu. A mesura que es continua a través del Pakistan, l'Indus forma una frontera distintiva de l'etnicitat i les cultures - a la riba oest la població és en gran manera paixtus, balochs, i altres de valors irànics, amb estrets llaços culturals, econòmics i ètnics de l'est de l'Afganistan i parts de l'Iran. Els bancs de l'est són en gran part poblats pels pobles de trets indoaris, com els punjabis i els sindhis. Al Panjab septentrional i a la Pakhtunkhwa Khyber, tribus de l'ètnia paixtu viuen al costat de tribus dàrdiques als turons (Khowar, Kalash, Shina, etc.), Burushos (a Hunza), i punjabis a la província de Sindh, els pobles de l'idioma sindhi que formen les poblacions locals. A la vora occidental del riu viuen els pobles baloch i paixtu del Balutxistan.

## Hidrologia
El cabal de l'Indus ha estat observat durant 34 anys (de 1937 a 1970 inclòs) a Sukkur, port fluvial pakistanès situat a escassos 200 quilòmetres al sud-oest (més avall) de la confluència amb el Sutlej, el seu últim afluent important. És a la regió de Sukkur que el cabal del riu és màxim; en efecte més avall, nombroses obres d'irrigació extrauran quantitats importants d'aigua del riu, fent així abaixar-ne progressivament el cabal. A més a més, cap més afluent ni que sigui poc notable no contribuirà a alimentar-lo.
A Sukkur, el cabal anual mitjà observat sobre aquest període, era de 4.072 m³/segon per a una superfície tinguda en compte de més o menys 900.000 km².
Cabals mensuals mitjans de l'Indus (en m³/segon) mesurats a l'estació hidrològica de Sukkur
Dades calculades sobre 34 anys

### Inundacions de 2010

Àrees afectades el 26 d'agost de 2010

El juliol de 2010, com a conseqüència d'unes pluges monsòniques anormalment elevades, el riu Indus va sortir del seu curs habitual i va començar a inundar gran part de les seves ribes. Les pluges van continuar durant els següents dos mesos, devastant grans àrees del Pakistan. Al Sindh, l'Indus es va desbordar prop de Sukkur el 8 d'agost i va submergir el poble de Khan Jatoi Mor. A principis d'agost, les inundacions més greus es van traslladar cap al sud al llarg del riu Indus, des de les regions greument afectades del nord cap al Panjab, on almenys 570.000 hectàrees de terres de cultiu van ser anegades, i a la província meridional de Sindh.
El setembre de 2010, prop de dues mil persones havien mort a causa de les inundacions i prop d'un milió de llars va ser destruïdes d'ençà que la inundació va començar L'ONU va intervenir a la zona per intentar pal·liar les greus conseqüències de les inundacions.

### El mascaret del riu Indus
El riu Indus experimenta un fenomen de flux i reflux, un mascaret provocat per la marea, documentat des de l'època d'Alexandre el Gran.

| «                                                | El tercer dia vegeren que l'aigua de mar es començava a barrejar amb la del riu i, com que els costava d'anar riu avall per culpa de la marea, desembarcaren en una illa que era al mig del riu en cerca de provisions, sense sospitar el que havia de passar al cap de tres hores: en tornar cap al curs normal, el corrent del riu primer es va aturar, però després va tornar riu avall amb més empenta que una rierada per la llera d'una riera. Els soldats no sabien que allò era el fenomen de flux i reflux de l'oceà, de manera que, en veure la crescuda del riu i els camps tots inundats, es pensaven que es tractava d'un senyal de la ira dels déus que els volien castigar per llur temeritat. | » |
| — Quint Curci Ruf. Història d'Alexandre el Gran. | |   |

## Embassaments, ponts i preses de regulació
Hi ha tres preses de regulació del riu Indus al Pakistan:
- Guddu barrage
- Sukkur barrage
- Kotri barrage (també anomenat Ghulam Muhammad barrage)

Pel que fa als ponts hi ha els següents:
- el pont de Dadu Moro
- el pont de Larkana Khairpur
- el pont de Thatta-Sujawal
- el pont de Jhirk-Mula Katiar

S'hi projectat de construir un pont a Kandhkot-Ghotki.
Al Punjab hi ha les preses de regulació Kala Bagh Barrage, Chasma Barrage i Taunsa Barrage.

### Preses
Al Pakistan hi ha la presa de Tarbela (Tarbela Dam) en construcció. I també en construcció la controvertida presa de Kalabagh.